# Žabonosy
Žabonosy (en allemand : Schabonos) est une commune du district de Kolín, dans la région de Bohême-Centrale, en République tchèque. Sa population s'élevait à 239 habitants en 2020.

## Géographie
Žabonosy se trouve à 5 km au nord-est de Kouřim, à 12,5 km à l'ouest de Kolín et à 44 km au sud-est du centre de Prague.
La commune est limitée par Plaňany au nord, à l'est et au sud-est, par Zalešany au sud et à l'ouest, et par Třebovle et Vrbčany au nord-ouest.

## Histoire
La première mention écrite de la localité date de 1352.

## Transports
Par la route, Žabonosy se trouve à 6 km de Kouřim, à 15 km de Kolín et à 56 km de Prague.